# San Rafael (Califòrnia)
San Rafael és una població dels Estats Units a l'estat de Califòrnia. Segons el cens del tenia 55.649 habitants.

## Demografia
Segons el cens del 2000, San Rafael tenia 56.063 habitants, 22.371 habitatges, i 12.773 famílies. La densitat de població era de 1.304,8 habitants/km².
Per edats la població es repartia de la següent manera: un 19,5% tenia menys de 18 anys, un 8,1% entre 18 i 24, un 33,3% entre 25 i 44, un 24,8% de 45 a 60 i un 14,4% 65 anys o més.
L'edat mitjana era de 38 anys. Per cada 100 dones de 18 o més anys hi havia 95,7 homes.
La renda mitjana per habitatge era de 60.994 $ i la renda mitjana per família de 74.398 $. Els homes tenien una renda mitjana de 50.650 $ mentre que les dones 39.912 $. La renda per capita de la població era de 35.762 $. Entorn del 5,6% de les famílies i el 10,2% de la població estaven per davall del llindar de pobresa.

## Poblacions més properes
El següent diagrama mostra les poblacions més properes.